# 謝佩霓
謝佩霓（1966年9月4日—），是一位臺灣的藝術評論家、策展人、藝術史學者，現任國際藝評人協會台灣分會理事長、台灣女建築家學會常務理事、中華民國博物館學會理事，曾擔任逢甲大學室內及景觀設計學系與建築學系助理教授、國立台南藝術大學造型藝術研究所助理教授、高雄市立美術館館長、臺北市政府文化局局長、國際藝評人協會台灣分會常務理事、國家文藝獎評審、金鐘獎評審、中華民國文化部公共藝術獎評審等職務。

## 生平
1966年，謝佩霓出生於臺中；她的父親謝文昌是一位建築師，母親在國立臺中師範學院擔任音樂老師。謝佩霓的曾祖父謝道隆是漢醫，也是櫟社的成員之一。出生時，她因母親疑似在懷孕第三週胚胎分裂不全而患有小臉症（microtia）、小耳症（Goldenhar Syndrome）合併症，左側全聾全盲，說話亦有障礙。
從小，謝佩霓的父母就經常帶她逛書店。
滿月起由父母陪伴下接受羅慧夫醫師治療。六歲起，謝佩霓開始到馬偕醫院竹圍分院接受顱顏重建手術；因為住院時每四小時就會有護理師替她量體溫及餵藥，她養成每日睡眠時間最多四小時的習慣。當時，她的父親經常會在淡江英專附近的書店為她蒐集各種翻譯文學作品，她也開始在閱讀中尋找慰藉與認同，並在醫療過程中以之作為精神支柱。
後來，謝佩霓在國立台中教育大學附設實驗國民小學（2018年獲傑出校友）、懷恩中學、曉明女中求學後，畢業於靜宜大學英文系，畢業獲智育獎、群育獎（2010年獲選第六屆傑出校友）；並前往魯汶大學，在偶然情況下成為歐洲共同體培育的首批國際青年人才。此後，她多次前往世界各地從事人道服務。
2009年1月，謝佩霓接任高雄市立美術館館長。
2015年6月上旬，高雄市政府片面發出公文表示謝佩霓任期至7月30日為止，8月起歸建逢甲大學。
2016年2月，謝佩霓受臺北市政府委任成為其文化局長。
2016年10月底，謝佩霓以身體健康為由請辭臺北市政府文化局長職務。

## 著作

### 編輯作品
- 《女人的香氣》. 藝術家雜誌. 2015.
- 《東方畫會紀念展 : 上海美術館展覽專輯》. 黃金博物園區.

### 一般著作
- 《另類蕭勤》. 時報文化. 2005.
- 《貓非貓：伸展在文字與攝影之間、藝術與文學之間。》. 大塊文化. 2021.

### 翻譯作品
- 《激發你的創造力》. 迪茂出版. 2000.[8]

## 榮譽及獎項
- 捷克共和國卓越貢獻獎章
- 義大利共和國功績勳章騎士勳位Ordine al Merito della Repubblica Italiana (OMRI) Order of Merit of the Italian Republic（英语：Order of Merit of the Italian Republic）[9]
- 法國藝術暨文化騎士勳章藝術與文學勳章[10][11]

## 外部鏈結
- 謝佩霓的Facebook專頁
- 謝佩霓的Facebook專頁
- 謝佩霓 - 伊通公園ITPARK（页面存档备份，存于）
- 城市文化競爭力 專訪臺北市文化局謝佩霓局長（上） - 非池中藝術網（页面存档备份，存于）